# Life, liberty and the pursuit of happiness

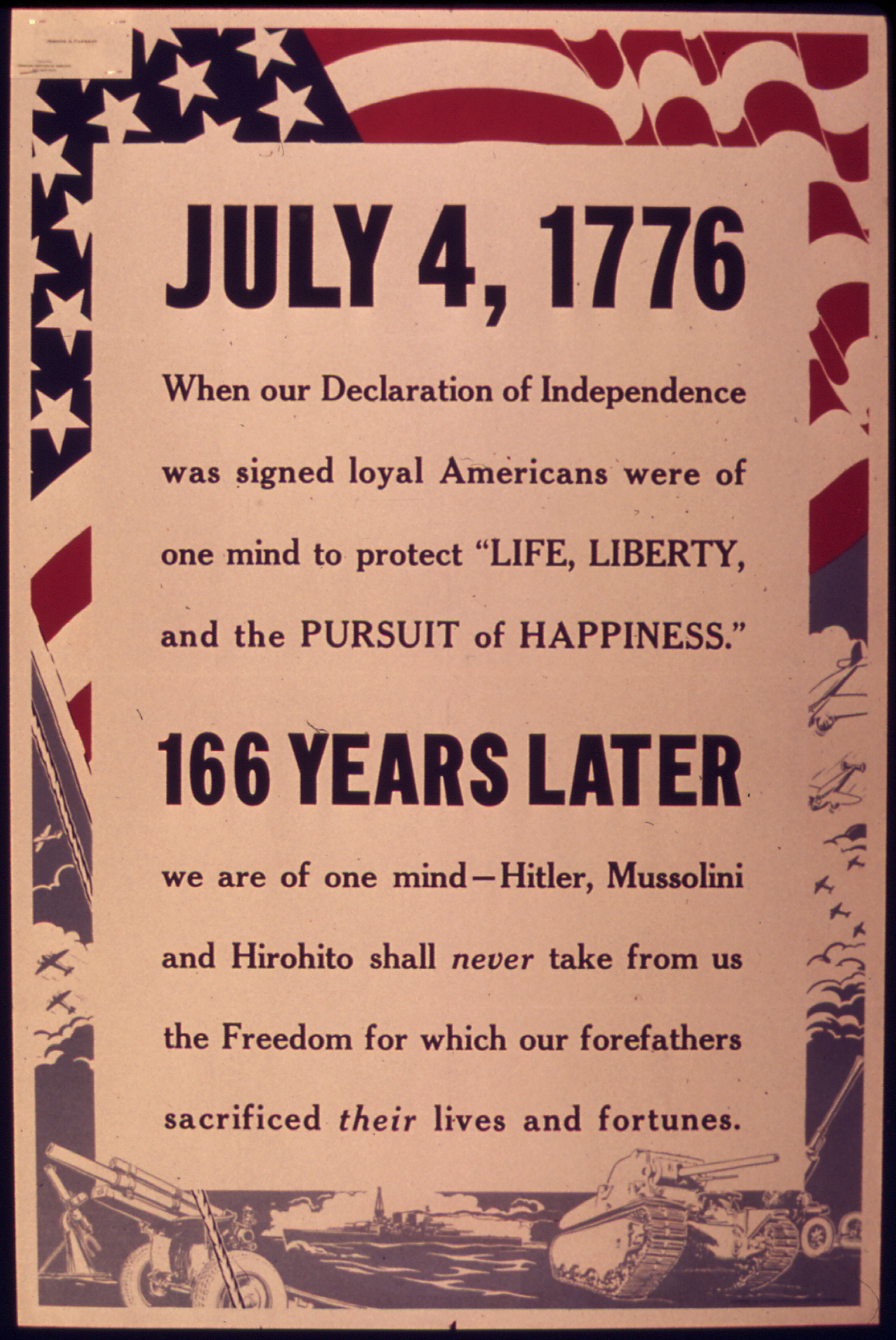
Office of War Information, affisch från 1942.

Life, liberty and the pursuit of happiness (liv, frihet och strävan efter lycka) är en känd fras som finns med i den amerikanska självständighetsförklaringen.
Det är en av det engelska språkets mest kända fraser.

## Historia
Frasen, liksom självständighetsförklaringen, författades av Thomas Jefferson och influerades starkt av den brittiske filosofen John Locke. 
Benjamin Franklin stödde Jefferson i att nedtona beskyddandet av egendom som en av statens uppgifter, för att i dess plats placera "strävan efter lycka".